# Mistrzostwa Europy w Piłce Siatkowej Mężczyzn 2007 (składy)
Składy drużyn Mistrzostwa Europy w Piłce Siatkowej Mężczyzn 2007

## Bułgaria
Trener: Martin Stoew
Asystent: Władisław Todorow
| Nr | Imię i nazwisko         | Data urodzenia (wiek) | Wzrost (cm) | Klub               | Pozycja |
| -- | ----------------------- | --------------------- | ----------- | ------------------ | ------- |
| 1  | Ewgeni Iwanow           | 03.06.1974 (33)       | 210         | Jastrzębski Węgiel | Ś       |
| 3  | Andrej Żekow            | 12.03.1980 (27)       | 190         | EA Patras          | R       |
| 5  | Krasimir Gajdarski      | 23.02.1983 (24)       | 204         | Olympiakos         | Ś       |
| 6  | Matej Kazijski          | 23.09.1984 (22)       | 202         | Trentino Volley    | P       |
| 7  | Nikołaj Nikołow         | 29.07.1986 (21)       | 203         | Burgas             | Ś       |
| 8  | Iwan Stanew             | 07.07.1985 (22)       | 190         | Burgas             | R       |
| 9  | Metodi Ananiew          | 17.02.1986 (21)       | 202         | Lewski Sofia       | P       |
| 10 | Danaił Miłuszew         | 03.02.1984 (23)       | 200         | Tours VB           | A       |
| 11 | Bojan Jordanow          | 12.03.1983 (24)       | 197         | Olympiakos         | A       |
| 13 | Teodor Sałparow         | 06.08.1982 (25)       | 185         | CSKA Sofia         | L       |
| 14 | Kostadin Stojkow        | 07.12.1977 (29)       | 199         | VC Nova            | P       |
| 17 | Płamen Konstantinow (K) | 14.06.1973 (34)       | 202         | Iraklis            | P       |

## Chorwacja
Trener: Radovan Malević
Asystent: Meringer Davor
| Nr | Imię i nazwisko    | Data urodzenia (wiek) | Wzrost (cm) | Klub                              | Pozycja |
| -- | ------------------ | --------------------- | ----------- | --------------------------------- | ------- |
| 1  | Tsimafei Zhukouski | 18.12.1989 (17)       | 192         | HAOK Mladost Zagrzeb              | R       |
| 4  | Darko Nojić        | 06.03.1984 (23)       | 191         | HAOK Mladost Zagrzeb              | P       |
| 5  | Igor Omrčen (K)    | 26.09.1980 (26)       | 208         | Associazione Sportiva Volley Lube | A       |
| 6  | Ivan Raič          | 03.06.1989 (18)       | 202         | HAOK Mladost Zagrzeb              | A       |
| 7  | Ivan Čosić         | 21.02.1984 (23)       | 202         | OK Karlovac                       | Ś       |
| 8  | Željko Nojić       | 30.09.1980 (26)       | 182         | HAOK Mladost Zagrzeb              | L       |
| 9  | Dragan Puljić      | 17.09.1984 (22)       | 207         | Nice Volley-Ball                  | Ś       |
| 10 | Mario Zelić        | 18.07.1981 (26)       | 202         | HAOK Mladost Zagrzeb              | Ś       |
| 11 | Toni Kovačević     | 15.01.1983 (24)       | 198         | Volley Corigliano                 | P       |
| 12 | Tomislav Čošković  | 22.04.1979 (28)       | 200         | Fenerbahçe                        | P       |
| 14 | Inoslav Krnić      | 14.01.1979 (28)       | 190         | Galatasaray SK                    | R       |
| 15 | Roko Sikirić       | 22.08.1981 (26)       | 196         | Cagliari Volley                   | P       |

## Finlandia
Trener:  Mauro Berruto
Asystent:  Andrea Pozzi
| Nr | Imię i nazwisko      | Data urodzenia (wiek) | Wzrost (cm) | Klub                      | Pozycja |
| -- | -------------------- | --------------------- | ----------- | ------------------------- | ------- |
| 1  | Tapio Kangasniemi    | 07.03.1979 (28)       | 186         | Tampereen Isku-Volley     | L       |
| 3  | Mikko Esko           | 03.09.1978 (29)       | 198         | Pallavolo Padwa           | R       |
| 5  | Antti Siltala        | 14.03.1984 (23)       | 193         | Pielaveden Sampo          | P       |
| 6  | Tuomas Sammelvuo (K) | 16.02.1976 (31)       | 193         | Dinamo-Jantar Kaliningrad | P       |
| 7  | Matti Hietanen       | 03.01.1983 (24)       | 199         | Avignon Volley-Ball       | A       |
| 8  | Simo-Pekka Olli      | 13.11.1985 (21)       | 203         | Olimpia Pallavolo Bergamo | R       |
| 11 | Janne Heikkinen      | 11.04.1976 (31)       | 204         | Skra Bełchatów            | Ś       |
| 12 | Olli Kunnari         | 02.02.1982 (25)       | 196         | AS Cannes                 | P       |
| 13 | Mikko Oivanen        | 26.05.1986 (21)       | 198         | Rovaniemen Santasport     | A       |
| 14 | Konstantin Shumov    | 15.02.1985 (22)       | 202         | La Fenice Volley Isernia  | Ś       |
| 15 | Matti Oivanen        | 26.05.1986 (21)       | 198         | Pielaveden Sampo          | Ś       |
| 16 | Urpo Sivula          | 15.03.1988 (19)       | 194         | Pielaveden Sampo          | P       |

## Francja
Trener: Philippe Blain
Asystent: Olivier Lecat
| Nr | Imię i nazwisko         | Data urodzenia (wiek) | Wzrost (cm) | Klub                 | Pozycja |
| -- | ----------------------- | --------------------- | ----------- | -------------------- | ------- |
| 1  | Xavier Kapfer           | 07.11.1981 (25)       | 191         | Arago de Sète        | P       |
| 2  | Bojidar Slavev          | 30.06.1984 (23)       | 200         | Spacer's de Toulouse | P       |
| 3  | Gérald Hardy-Dessources | 09.02.1983 (24)       | 197         | AS Cannes            | Ś       |
| 4  | Antonin Rouzier         | 18.08.1986 (21)       | 201         | Montpellier UC       | A       |
| 5  | Romain Vadeleux         | 12.02.1983 (24)       | 195         | Paris Volley         | Ś       |
| 7  | Stéphane Antiga (K)     | 03.02.1976 (21)       | 201         | Skra Bełchatów       | P       |
| 8  | Ludovic Castard         | 18.01.1983 (24)       | 195         | Paris Volley         | A       |
| 10 | Vincent Montméat        | 01.09.1977 (30)       | 196         | Tours VB             | Ś       |
| 11 | Loïc Le Marrec          | 01.03.1977 (30)       | 190         | Paris Volley         | R       |
| 12 | Hubert Henno            | 06.10.1976 (30)       | 190         | M. Roma Volley       | L       |
| 13 | Pierre Pujol            | 13.07.1984 (23)       | 186         | Sisley Treviso       | R       |
| 15 | Guillaume Samica        | 28.09.1981 (25)       | 198         | Sparkling Mediolan   | P       |

## Grecja
Trener: Alekos Leonis
Asystent: Demetrios Valsamidis
| Nr | Imię i nazwisko          | Data urodzenia (wiek) | Wzrost (cm) | Klub          | Pozycja |
| -- | ------------------------ | --------------------- | ----------- | ------------- | ------- |
| 1  | Marios Giurdas (K)       | 02.03.1973 (34)       | 202         | Olympiakos    | P       |
| 3  | Theodoros Chatziantoniou | 16.03.1974 (33)       | 204         | Olympiakos    | Ś       |
| 6  | Vasileios Kournetas      | 02.08.1976 (31)       | 191         | Olympiakos    | R       |
| 7  | Georgios Stefanou        | 12.01.1981 (26)       | 187         | Panathinaikos | L       |
| 8  | Konstantinos Prousalis   | 06.10.1980 (26)       | 192         | Panathinaikos | R       |
| 10 | Ioannis Kyriakidis       | 07.07.1982 (25)       | 195         | GS Lamia      | P       |
| 11 | Nikolaos Roumeliotis     | 12.10.1978 (28)       | 201         | Olympiakos    | A       |
| 12 | Nikolaos Smaragdis       | 12.02.1982 (25)       | 202         | Iraklis       | Ś       |
| 13 | Theoklitos Karipidis     | 16.01.1980 (27)       | 200         | Iraklis       | P       |
| 16 | Andrej Kravarik          | 25.07.1971 (36)       | 204         | Iraklis       | A/Ś     |
| 17 | Nikolaos Karagiannis     | 04.08.1981 (26)       | 196         | Aris          | Ś       |
| 18 | Achilleas Papadimitriou  | 18.08.1980 (27)       | 185         | Olympiakos    | L       |

## Hiszpania
Trener:  Andrea Anastasi
Asystent: Venancio Costa
| Nr | Imię i nazwisko          | Data urodzenia (wiek) | Wzrost (cm) | Klub                               | Pozycja |
| -- | ------------------------ | --------------------- | ----------- | ---------------------------------- | ------- |
| 1  | Rafael Pascual           | 16.03.1970 (37)       | 194         | New Mater Volley Castellana Grotte | P       |
| 2  | Ibán Pérez               | 13.11.1983 (23)       | 198         | Perugia Volley                     | A       |
| 3  | José Luis Lobato         | 19.02.1977 (30)       | 186         | Stade Poitevin Poitiers            | L       |
| 4  | Manuel Sevillano         | 02.07.1981 (26)       | 194         | Cagliari Volley                    | P       |
| 7  | Guillermo Hernán         | 25.07.1982 (25)       | 181         | Universidad de Granada             | R       |
| 10 | Miguel Ángel Falasca (K) | 29.04.1973 (34)       | 195         | CV Pòrtol                          | R       |
| 11 | José Subiela             | 22.03.1984 (23)       | 198         | Ciudad del Medio Ambiente Soria    | Ś       |
| 12 | Guillermo Falasca        | 24.10.1977 (29)       | 200         | CV Pòrtol                          | R       |
| 14 | José Luis Moltó          | 29.06.1975 (32)       | 207         | CV Pòrtol                          | Ś       |
| 16 | Julián García-Torres     | 08.11.1980 (26)       | 202         | CV Pòrtol                          | Ś       |
| 17 | Enrique De La Fuente     | 11.08.1975 (32)       | 195         | Gabeca Pallavolo Spa               | P       |
| 18 | Israel Rodríguez         | 27.08.1981 (26)       | 195         | CV Almería                         | P       |

## Niemcy
Trener:  Stelian Moculescu
Asystent: Stewart Bernard
| Nr | Imię i nazwisko   | Data urodzenia (wiek) | Wzrost (cm) | Klub                 | Pozycja |
| -- | ----------------- | --------------------- | ----------- | -------------------- | ------- |
| 1  | Marcus Popp       | 23.09.1981 (25)       | 192         | Gabeca Pallavolo Spa | P       |
| 2  | Markus Steuerwald | 07.03.1989 (18)       | 183         | VfB Friedrichshafen  | L       |
| 4  | Simon Tischer     | 24.04.1982 (25)       | 194         | VfB Friedrichshafen  | R       |
| 5  | Björn Andrae      | 14.05.1981 (26)       | 200         | AZS Olsztyn          | P       |
| 9  | Stefan Hübner     | 13.06.1975 (32)       | 200         | Sisley Treviso       | Ś       |
| 10 | Jochen Schöps     | 08.10.1983 (23)       | 200         | Iskra Odincowo       | R       |
| 11 | Frank Dehne (K)   | 14.02.1976 (31)       | 202         | Volley Corigliano    | R       |
| 12 | Christian Pampel  | 06.09.1979 (28)       | 198         | VfB Friedrichshafen  | A       |
| 13 | Ralph Bergmann    | 26.05.1970 (37)       | 206         | hotVolleys Wiedeń    | Ś       |
| 14 | Robert Kromm      | 09.03.1984 (23)       | 212         | Perugia Volley       | P       |
| 15 | Max Günthör       | 09.08.1985 (22)       | 207         | evivo Düren          | Ś       |
| 18 | Georg Grozer      | 27.11.1984 (22)       | 200         | Moerser SC           | A       |

## Polska
Trener:  Raúl Lozano
Asystent: Alojzy Świderek
| Nr | Imię i nazwisko         | Data urodzenia (wiek) | Wzrost (cm) | Klub                              | Pozycja |
| -- | ----------------------- | --------------------- | ----------- | --------------------------------- | ------- |
| 1  | Michał Winiarski        | 28.09.1983 (23)       | 197         | Trentino Volley                   | A       |
| 4  | Daniel Pliński          | 10.12.1978 (28)       | 205         | Skra Bełchatów                    | Ś       |
| 5  | Paweł Zagumny           | 18.10.1977 (29)       | 200         | AZS Olsztyn                       | R       |
| 6  | Bartosz Kurek           | 29.08.1988 (19)       | 205         | ZAKSA Kędzierzyn-Koźle            | P       |
| 7  | Wojciech Grzyb          | 04.01.1981 (26)       | 205         | AZS Olsztyn                       | Ś       |
| 8  | Robert Prygiel          | 17.04.1976 (31)       | 200         | Jastrzębski Węgiel                | A       |
| 9  | Łukasz Żygadło          | 02.08.1979 (28)       | 200         | Dinamo-Jantar Kaliningrad         | R       |
| 11 | Łukasz Kadziewicz       | 20.09.1980 (26)       | 206         | Jastrzębski Węgiel                | Ś       |
| 12 | Grzegorz Szymański      | 12.07.1978 (29)       | 202         | AZS Olsztyn                       | A       |
| 13 | Sebastian Świderski (K) | 26.06.1977 (30)       | 193         | Associazione Sportiva Volley Lube | P       |
| 15 | Piotr Gacek             | 16.09.1978 (28)       | 185         | AZS Częstochowa                   | L       |
| 17 | Michał Bąkiewicz        | 22.03.1981 (26)       | 196         | Skra Bełchatów                    | P       |

## Rosja
Trener: Władimir Alekno
Asystent: Jurij Panczenko
| Nr | Imię i nazwisko       | Data urodzenia (wiek) | Wzrost (cm) | Klub           | Pozycja |
| -- | --------------------- | --------------------- | ----------- | -------------- | ------- |
| 1  | Siemion Połtawski     | 08.02.1981 (26)       | 205         | Dinamo Moskwa  | A       |
| 3  | Aleksandr Kosariew    | 30.09.1977 (29)       | 200         | Dinamo Kazań   | P       |
| 4  | Pawieł Krugłow        | 17.09.1985 (21)       | 205         | Dinamo Moskwa  | A       |
| 5  | Pawieł Abramow        | 23.04.1979 (28)       | 198         | Iskra Odincowo | P       |
| 6  | Siergiej Grankin      | 21.01.1985 (22)       | 195         | Dinamo Moskwa  | R       |
| 8  | Siergiej Tietiuchin   | 23.09.1975 (31)       | 197         | Dinamo Kazań   | P       |
| 9  | Wadim Chamutckich (K) | 26.11.1969 (37)       | 196         | Dinamo Kazań   | R       |
| 10 | Jurij Bierieżko       | 27.01.1984 (23)       | 193         | Dinamo Moskwa  | P       |
| 13 | Aleksiej Ostapienko   | 26.05.1986 (21)       | 208         | Dinamo Moskwa  | Ś       |
| 15 | Aleksandr Wołkow      | 14.02.1985 (22)       | 210         | Dinamo Moskwa  | P       |
| 16 | Aleksiej Wierbow      | 31.01.1982 (25)       | 185         | Iskra Odincowo | L       |
| 18 | Aleksiej Kuleszow     | 24.02.1979 (28)       | 206         | Iskra Odincowo | P       |

## Serbia
Trener: Igor Kolaković
Asystent: Željko Bulatović
| Nr | Imię i nazwisko   | Data urodzenia (wiek) | Wzrost (cm) | Klub                              | Pozycja |
| -- | ----------------- | --------------------- | ----------- | --------------------------------- | ------- |
| 1  | Nikola Kovačević  | 14.02.1983 (24)       | 193         | Perugia Volley                    | P       |
| 4  | Bojan Janić       | 11.03.1982 (25)       | 198         | Lupi Pallavolo Santa Croce        | P       |
| 5  | Vlado Petković    | 06.01.1983 (24)       | 198         | Budućnost Podgorica               | R       |
| 6  | Slobodan Boškan   | 15.05.1975 (32)       | 197         | Tours VB                          | P       |
| 7  | Dragan Stanković  | 18.10.1985 (21)       | 205         | Crvena zvezda Belgrad             | Ś       |
| 8  | Marko Samardžić   | 22.02.1983 (24)       | 190         | Vojvodina Nowy Sad                | L       |
| 9  | Nikola Grbić      | 06.09.1973 (34)       | 194         | Trentino Volley                   | R       |
| 10 | Miloš Nikić       | 31.03.1986 (21)       | 194         | Sparkling Mediolan                | P       |
| 12 | Andrija Gerić (K) | 24.01.1977 (30)       | 203         | Associazione Sportiva Volley Lube | Ś       |
| 14 | Ivan Miljković    | 13.09.1979 (27)       | 206         | M. Roma Volley                    | A       |
| 15 | Saša Starović     | 19.10.1988 (18)       | 207         | Budućnost Podgorica               | A       |
| 18 | Marko Podraščanin | 29.08.1987 (20)       | 204         | Volley Corigliano                 | Ś       |

## Słowacja
Trener: Vladimír Přidal
Asystent: Miroslav Palgut
| Nr | Imię i nazwisko     | Data urodzenia (wiek) | Wzrost (cm) | Klub                      | Pozycja |
| -- | ------------------- | --------------------- | ----------- | ------------------------- | ------- |
| 2  | Michal Masný (K)    | 14.08.1979 (28)       | 182         | VK Opawa                  | R       |
| 4  | Martin Pipa         | 03.09.1974 (33)       | 186         | SK Aich/Dob               | L       |
| 5  | Július Sabo         | 21.01.1983 (24)       | 208         | Bassano Volley            | Ś       |
| 7  | František Ogurčák   | 24.04.1984 (23)       | 198         | Volleyteam Roeselare      | P       |
| 8  | Martin Sopko        | 30.01.1982 (25)       | 196         | Chemik Bydgoszcz          | P       |
| 10 | Martin Nemec        | 31.07.1984 (23)       | 198         | VKP Bratysława            | P       |
| 12 | Andrej Barbierik    | 13.07.1978 (29)       | 198         | VK Nowe Miasto nad Wagiem | A       |
| 13 | Michal Červeň       | 16.12.1977 (29)       | 204         | Chemik Bydgoszcz          | Ś       |
| 14 | Tomáš Kmeť          | 01.12.1981 (25)       | 202         | hotVolleys Wiedeń         | Ś       |
| 16 | Martin Sopko junior | 30.01.1987 (20)       | 198         | VK PU Preszów             | P       |
| 17 | Branislav Skladaný  | 16.11.1983 (23)       | 184         | VK Kladno                 | R       |
| 18 | Lukáš Diviš         | 20.02.1986 (21)       | 201         | VfB Friedrichshafen       | A       |

## Słowenia
Trener: Iztok Kšela
Asystent: Peter Možič
| Nr | Imię i nazwisko   | Data urodzenia (wiek) | Wzrost (cm) | Klub                    | Pozycja |
| -- | ----------------- | --------------------- | ----------- | ----------------------- | ------- |
| 2  | Matej Vidič       | 06.11.1986 (20)       | 206         | OK Triglav Kranj        | Ś       |
| 3  | Dejan Vinčić      | 15.09.1986 (20)       | 202         | OK Salonit Anhovo Kanal | R       |
| 5  | Rok Satler        | 04.04.1979 (28)       | 191         | Autocommerce Bled       | R       |
| 6  | Jernej Potočnik   | 26.10.1981 (25)       | 196         | SK Aich/Dob             | A       |
| 7  | Davor Čebron      | 25.01.1981 (26)       | 198         | Autocommerce Bled       | Ś       |
| 9  | Matija Pleško (K) | 03.03.1976 (31)       | 185         | Autocommerce Bled       | P       |
| 12 | Sebastijan Škorc  | 12.02.1974 (33)       | 180         | Autocommerce Bled       | L       |
| 14 | Tine Urnaut       | 03.09.1988 (19)       | 198         | Autocommerce Bled       | P       |
| 15 | Mitja Gasparini   | 26.06.1984 (23)       | 201         | Autocommerce Bled       | A       |
| 16 | Alen Pajenk       | 23.04.1986 (21)       | 203         | OK Maribor              | Ś       |
| 17 | Alan Komel        | 12.03.1982 (25)       | 188         | OK Prvačina             | P       |
| 18 | Andrej Flajs      | 11.03.1983 (24)       | 189         | Autocommerce Bled       | P       |

## Turcja
Trener: Işık Menkuer
Asystent: Genadijs Parsins
| Nr | Imię i nazwisko   | Data urodzenia (wiek) | Wzrost (cm) | Klub                           | Pozycja |
| -- | ----------------- | --------------------- | ----------- | ------------------------------ | ------- |
| 1  | Selçuk Keskin     | 15.01.1982 (25)       | 193         | Arkas Spor Izmir               | R       |
| 3  | Ahmet Toçoğlu     | 13.03.1980 (27)       | 201         | Halkbank                       | Ś       |
| 5  | Nuri Şahin        | 01.01.1980 (27)       | 198         | Fenerbahçe                     | L       |
| 6  | Barış Özdemir (K) | 25.06.1972 (35)       | 197         | İstanbul Büyükşehir Belediyesi | P       |
| 7  | Sinan Cem Tanık   | 19.06.1980 (27)       | 197         | AZS Olsztyn                    | P       |
| 8  | Volkan Güç        | 16.07.1980 (27)       | 202         | Halkbank                       | A       |
| 9  | Özkan Hayırlı     | 27.05.1984 (23)       | 200         | İstanbul Büyükşehir Belediyesi | Ś       |
| 10 | Gökhan Öner       | 06.09.1972 (35)       | 193         | Arkas Spor Izmir               | P       |
| 13 | Kıvanç Elgaz      | 01.01.1986 (21)       | 202         | Galatasaray SK                 | A       |
| 14 | Can Ayvazoğlu     | 14.09.1979 (27)       | 190         | Fenerbahçe                     | P       |
| 15 | Fatih Ulusoy      | 09.04.1980 (27)       | 208         | İstanbul Büyükşehir Belediyesi | Ś       |
| 16 | Ulaş Kıyak        | 11.08.1981 (26)       | 187         | Halkbank                       | R       |

## Włochy
Trener: Gian Paolo Montali
Asystent: Mario Motta
| Nr | Imię i nazwisko     | Data urodzenia (wiek) | Wzrost (cm) | Klub                              | Pozycja |
| -- | ------------------- | --------------------- | ----------- | --------------------------------- | ------- |
| 1  | Luigi Mastrangelo   | 17.08.1975 (32)       | 202         | M. Roma Volley                    | Ś       |
| 3  | Giordano Mattera    | 29.08.1983 (24)       | 198         | Sparkling Mediolan                | R       |
| 5  | Valerio Vermiglio   | 01.03.1976 (31)       | 190         | Associazione Sportiva Volley Lube | R       |
| 6  | Alessandro Farina   | 16.05.1976 (31)       | 182         | Sisley Treviso                    | L       |
| 7  | Alessandro Paparoni | 17.08.1981 (26)       | 191         | Associazione Sportiva Volley Lube | P       |
| 8  | Alberto Cisolla (K) | 10.10.1977 (29)       | 197         | Sisley Treviso                    | P       |
| 9  | Cristian Savani     | 22.02.1982 (25)       | 194         | M. Roma Volley                    | P       |
| 10 | Luca Tencati        | 16.03.1979 (28)       | 200         | Pallavolo Modena                  | Ś       |
| 13 | Lorenzo Perazzolo   | 30.10.1984 (22)       | 195         | Pallavolo Padwa                   | A       |
| 14 | Alessandro Fei      | 29.11.1978 (28)       | 204         | Sisley Treviso                    | A       |
| 17 | Andrea Sala         | 27.12.1978 (28)       | 202         | Gabeca Pallavolo Spa              | Ś       |
| 18 | Matej Černič        | 13.09.1978 (28)       | 192         | Dinamo Moskwa                     | P       |